# 长苞头蕊兰
长苞头蕊兰（学名：Cephalanthera longibracteata）为兰科头蕊兰属下的一个种。

## 扩展阅读
- 维基共享资源上的相關多媒體資源：长苞头蕊兰